# 大町 (会津若松市)
大町（おおまち）は、福島県会津若松市の町。ここでは、大町の歴史と現在の大町一丁目、二丁目についてそれぞれ記す。郵便番号は965-0042。

## 概要
会津若松市市街地の中部から北部付近にかけて位置しており、神明通り付近から会津若松駅近くまでが町域となっている。また、地区内を野口英世青春通り、大町通りが縦貫するように通っているほか、町域の東側を国道118号、国道121号、国道401号（中央通り）が通っている。中央通り、大町通り、野口英世青春通りの沿道には商業施設などを含めたさまざまな建物が建つ。

## 地理

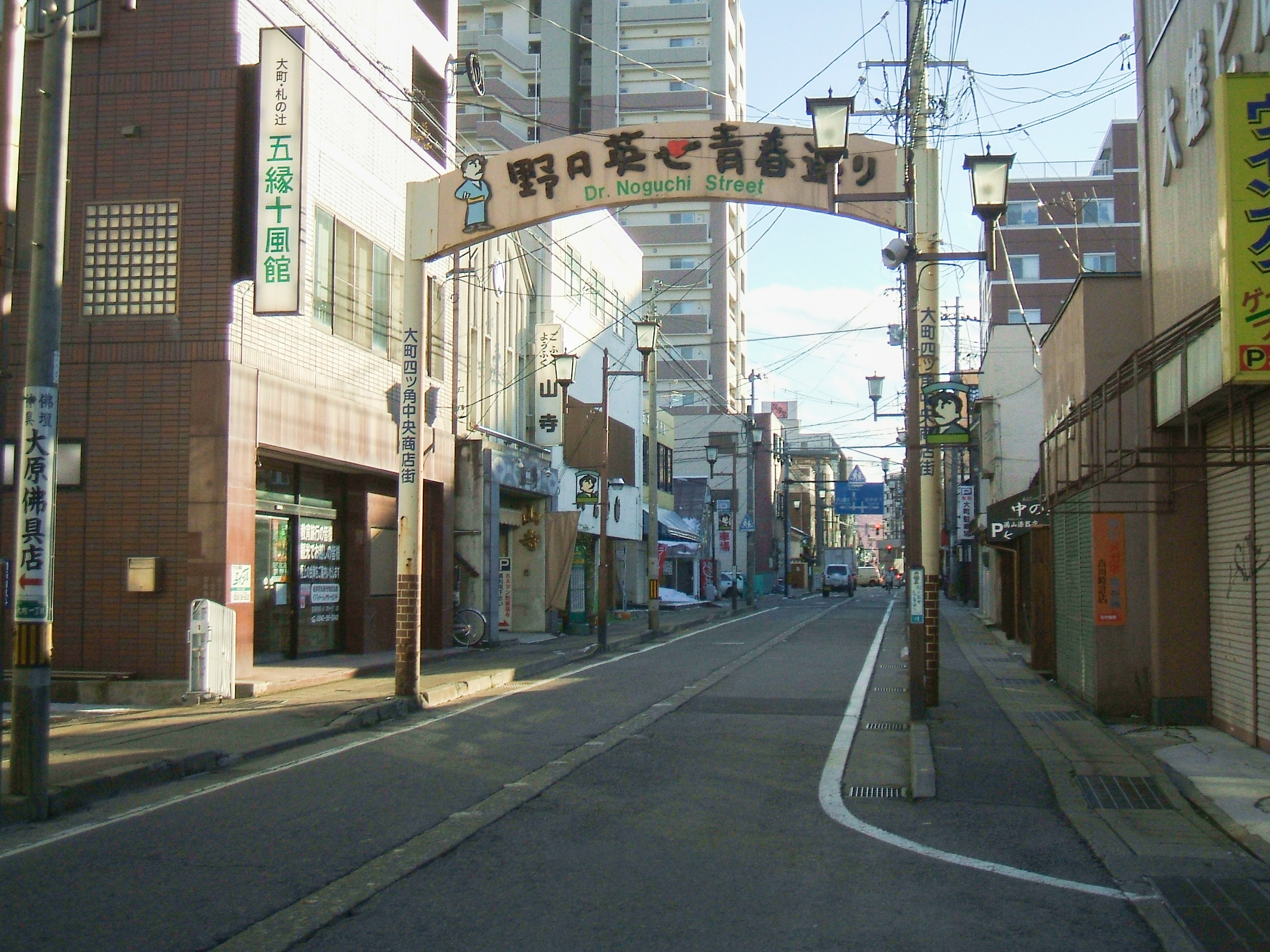
町内を通る野口英世青春通り、町内はさまざまな建物が建つ市街地になっている

会津盆地南東部に位置する会津地方の中心都市、会津若松市の北西部に位置し、周囲の地域とともに会津若松市の市街地の一部となっている。東は中央（中央一丁目、中央二丁目、中央三丁目）、西は七日町、城北町、南は栄町、中町、日新町、北は駅前町に接する。また、町域南部が大町一丁目、北部が大町二丁目となっている。

## 世帯数と人口
2017年（平成29年）8月1日現在の世帯数と人口は以下の通りである。
| 丁目       | 世帯数  | 人口    |
| ---------- | ------- | ------- |
| 大町一丁目 | 316世帯 | 671人   |
| 大町二丁目 | 480世帯 | 942人   |
| 計         | 546世帯 | 1,151人 |

## 歴史

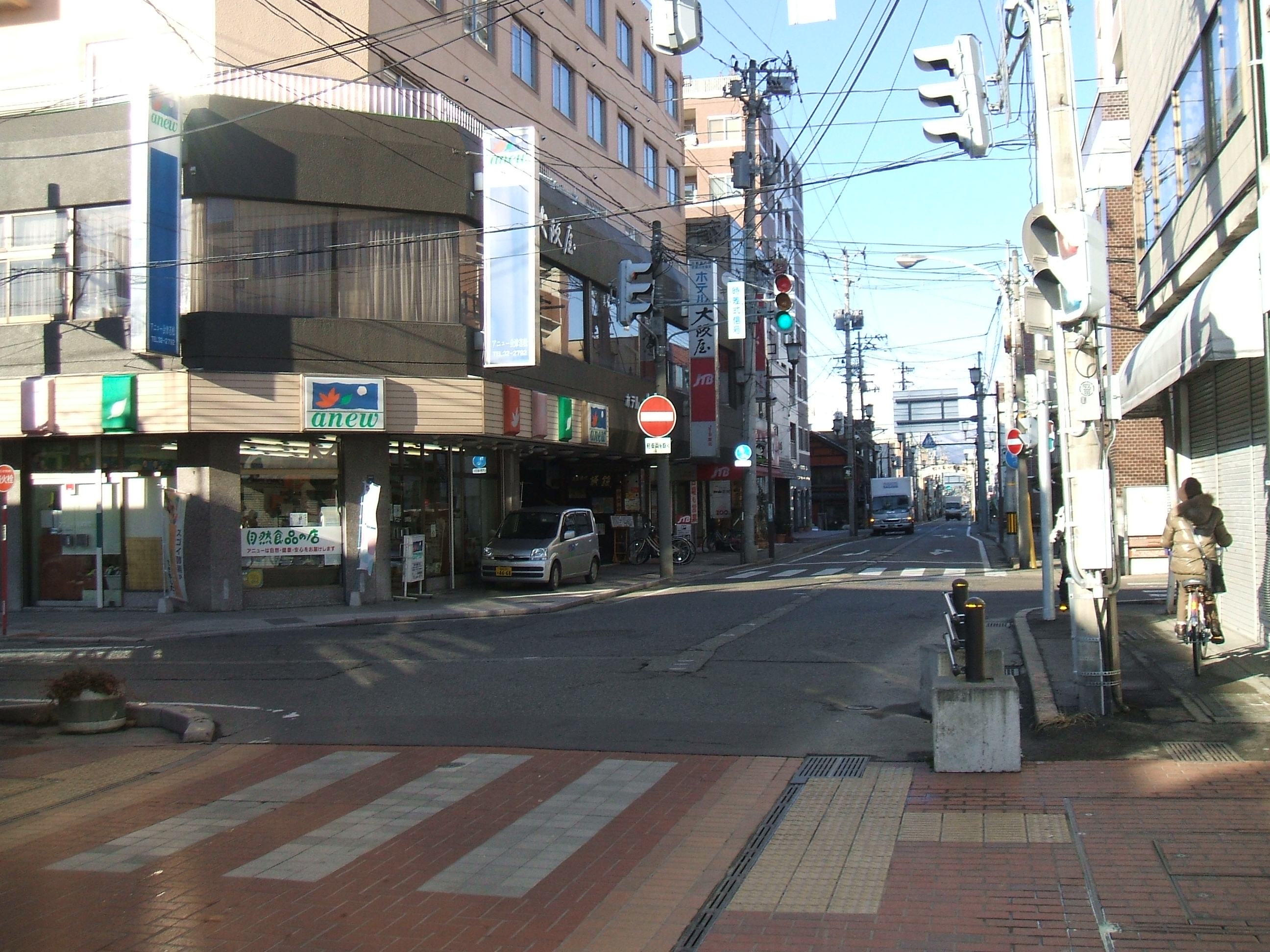
現在の大町札の辻付近

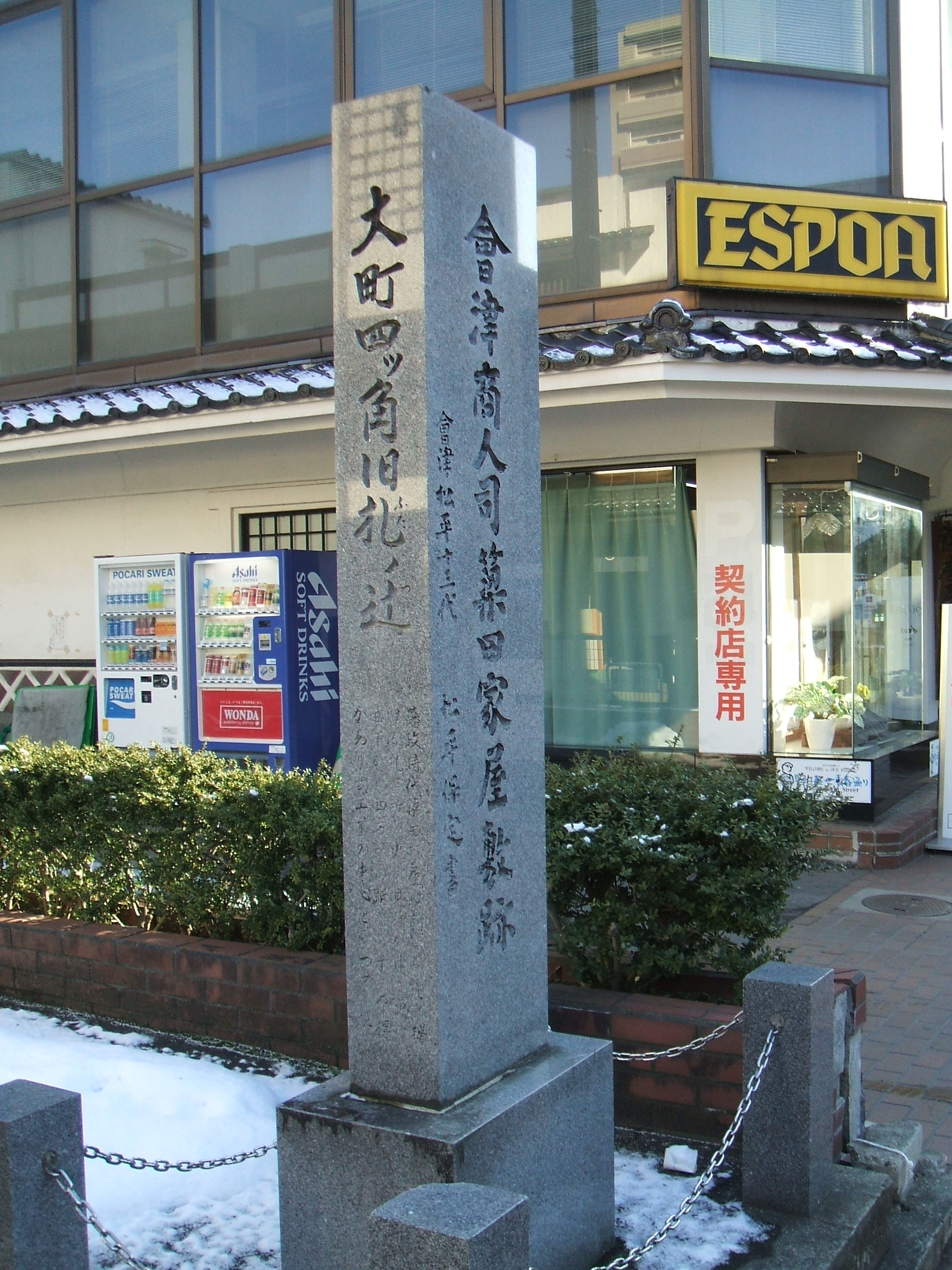
大町札の辻があったことを示す碑

### 中世
中世、当時現在の会津若松市付近は蘆名氏黒川城の城下だったが、既に大町の町名があったとされている。

### 近世
その後江戸時代に入ると、大町は若松城下の町となった。また、当時、現在の大町付近には大町、原ノ町、紺屋町（こんやまち）、北小路町（きたこうじまち）、道場小路町（どうじょうこみちまち）などがあった。

#### 各町の概要

##### 大町
大町は若松城下の城郭外北部、当時の上町に属する町で、大町口の郭門から北方向に向かう幅4間あまりの通りであった。傍出町として一之町、二之町、三之町、四之町、道場小路町（加えて、大町竪丁、馬場立丁なども見られている）があったとされ、大町のうち五之町から北を大町名子屋町といったとされている。大町は蒲生氏郷により治められていた文禄元年に移転されており、それ以前には若松城郭内にあったものが若松城郭外に移ったとされている。当時の若松城下において商業の中心地で、刀鍛冶、荒物屋、茶屋、油屋、絹布屋などをはじめとする店があったほか、通りは若松城下の中心的な通りとして賑わった。加えて、当時七日町、一之町方面へと向かう道路が分かれる辻に高札場が置かれ、これは札辻（大町札の辻）と言われた。札辻は、若松城下から各地に向かう街道の起点で、当時の主要街道であった会津五街道（越後街道、米沢街道、二本松街道、白河街道、下野街道）も札の辻を起点としていた。

##### 原ノ町
原ノ町は若松城下の城郭外北部、当時の下町に属する町で、原之町、原町とも書いた幅4間の通りであった。北側は道場小路町、南側は紺屋町に接しており、町名はかつて一面に葭原が存在していたことによるとされている。

##### 紺屋町
紺屋町は若松城下の城郭外北部、当時の下町に属する町で、北側は原之町、南側は七日町に接する幅4間の通りであった。町名は紺掻きが多かったことによるとされ、かつては紺屋、その後になると塗師などの職人が多くなったとされている。

##### 北小路町
北小路町は若松城下の城郭外北部、当時の下町に属する町で、老町（おとなまち）の北側に続く幅4間の通りであった。北小路四谷の地名も見られた。

##### 道場小路町
道場小路町は若松城下の城郭外北部、東側の半分は当時の上町に、西側の半分は当時の下町に属する町で、北側は大町名子屋町、南側は原ノ町に接していた幅3間の通りであった。町名は当麻道場に近かったことや、窪道場があったことなどが由来とされており、もともと郭内にあったとも見られている。

### 近代
明治に入ると、江戸時代からの大町地域などを中心として、大町一之町、大町二之町、大町三之町、大町四之町、大町竪町、大町二之竪、大町三四之竪、大町原之町、大町名子屋町のそれぞれ大町を冠した町名となる。また、1889年まではそれぞれ若松を冠しており、若松大町一之町、若松大町竪町、若松大町名子屋町'などの町名だった。その後、1889年に町村制の施行により若松町内の町名となり、1899年には若松町の市制施行により若松市の町名となる。加えて、若松町役場（若松栄町から移転）、若松市役所が大町一之町に置かれた。
また、明治時代に、石上分、千石町分のそれぞれ一部から石堂村が誕生する。石堂村は栄和村、町北村を経て会津若松市の一部となり、あとに一部が大町一丁目、大町二丁目の一部となる。

### 現代

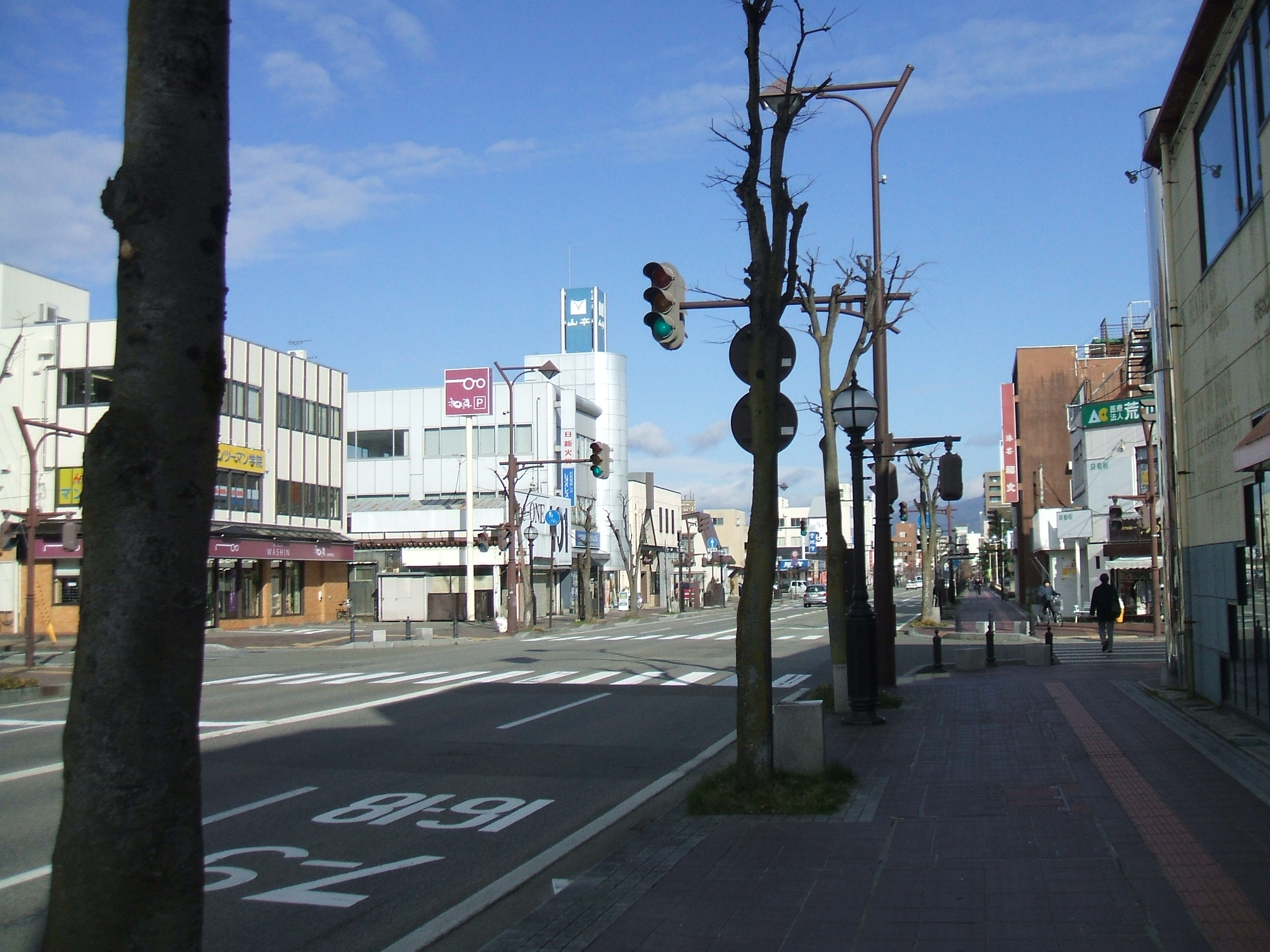
現在の中央通り

1944年の神明通り開通などを経て、1955年に若松市と高野村、一箕村、神指村、門田村、東山村、大戸村、湊村が合併、会津若松市となったため、大町は同市の町名となった。その後、1967年には大町周辺などを含めた会津若松市の住居表示（第4次）が実施される。これにより大町一丁目と大町二丁目が誕生し、上記のうち大町原之町の町域に加えて、大町竪町、大町二之竪、大町三四之竪、大町名子屋町、七日町、紺屋町、桂林寺町、北小路町、道場小路町、町北町大字石堂のそれぞれ一部が大町一丁目、大町二丁目の町域となった。その後、後述の大町土地区画整理事業が実施され、大町竪町、大町二之竪、大町三四之竪の町域に加えて、大町一之町、大町二之町、大町三之町、大町四之町、大町名子屋町、馬場下五之町、町北町大字石堂のそれぞれ一部が新たに大町一丁目、二丁目に編入された。また、大町一之町、大町二之町、大町三之町、大町四之町、大町名子屋町の一部は中央一丁目、中央二丁目となった。

#### 大町土地区画整理事業
土地区画整理法の規定に従って会津若松市が施行する土地区画整理事業で、事業名称を会津都市計画大町土地区画整理事業と言う。事業は大町二之町、大町三之町、大町四之町、馬場下五之町に加えて、大町一之町、大町竪丁、大町二之竪町、大町三四之竪町、大町名子屋町、馬場名子屋町、馬場四之竪町、甲賀町、白虎町、町北町大字石堂、一箕町大字上蚕養、同町大字八幡のそれぞれ一部を対象として行われた。この事業により、中央通りの整備が行われたほか、公園の整備、下水道の整備なども同時に実施された。

## 町名の変遷
| 実施後     | 実施年月日                | 実施前                 |
| ---------- | ------------------------- | ---------------------- |
| 大町一丁目 | 1967年（昭和42年）8月10日 | 大町原之町             |
| 大町一丁目 | 1967年（昭和42年）8月10日 | 大町竪町（一部）       |
| 大町一丁目 | 1967年（昭和42年）8月10日 | 大町二之竪（一部）     |
| 大町一丁目 | 1967年（昭和42年）8月10日 | 大町三四之竪（一部）   |
| 大町一丁目 | 1967年（昭和42年）8月10日 | 紺屋町（一部）         |
| 大町一丁目 | 1967年（昭和42年）8月10日 | 原ノ町（一部）         |
| 大町一丁目 | 1967年（昭和42年）8月10日 | 桂林寺町（一部）       |
| 大町一丁目 | 1967年（昭和42年）8月10日 | 七日町（一部）         |
| 大町一丁目 | 1967年（昭和42年）8月10日 | 北小路町（一部）       |
| 大町一丁目 | 1967年（昭和42年）8月10日 | 道場小路町（一部）     |
| 大町一丁目 | 1967年（昭和42年）8月10日 | 町北町大字石堂（一部） |
| 大町一丁目 | 1982年（昭和57年）2月28日 | 大町竪町               |
| 大町一丁目 | 1982年（昭和57年）2月28日 | 大町二之竪             |
| 大町一丁目 | 1982年（昭和57年）2月28日 | 大町三四之竪           |
| 大町一丁目 | 1982年（昭和57年）2月28日 | 大町一之町（一部）     |
| 大町一丁目 | 1982年（昭和57年）2月28日 | 大町二之町（一部）     |
| 大町一丁目 | 1982年（昭和57年）2月28日 | 大町三之町（一部）     |
| 大町一丁目 | 1982年（昭和57年）2月28日 | 大町四之町（一部）     |
| 大町一丁目 | 1982年（昭和57年）2月28日 | 馬場下五之町（一部）   |
| 大町一丁目 | 1982年（昭和57年）2月28日 | 町北町大字石堂（一部） |
| 大町二丁目 | 1967年（昭和42年）8月10日 | 大町名子屋町（一部）   |
| 大町二丁目 | 1967年（昭和42年）8月10日 | 七日町（一部）         |
| 大町二丁目 | 1967年（昭和42年）8月10日 | 原ノ町（一部）         |
| 大町二丁目 | 1967年（昭和42年）8月10日 | 道場小路町（一部）     |
| 大町二丁目 | 1967年（昭和42年）8月10日 | 町北町大字石堂（一部） |
| 大町二丁目 | 1982年（昭和57年）2月28日 | 大町名子屋町（一部）   |
| 大町二丁目 | 1982年（昭和57年）2月28日 | 馬場下五之町（一部）   |
| 大町二丁目 | 1982年（昭和57年）2月28日 | 町北町大字石堂（一部） |

## 交通

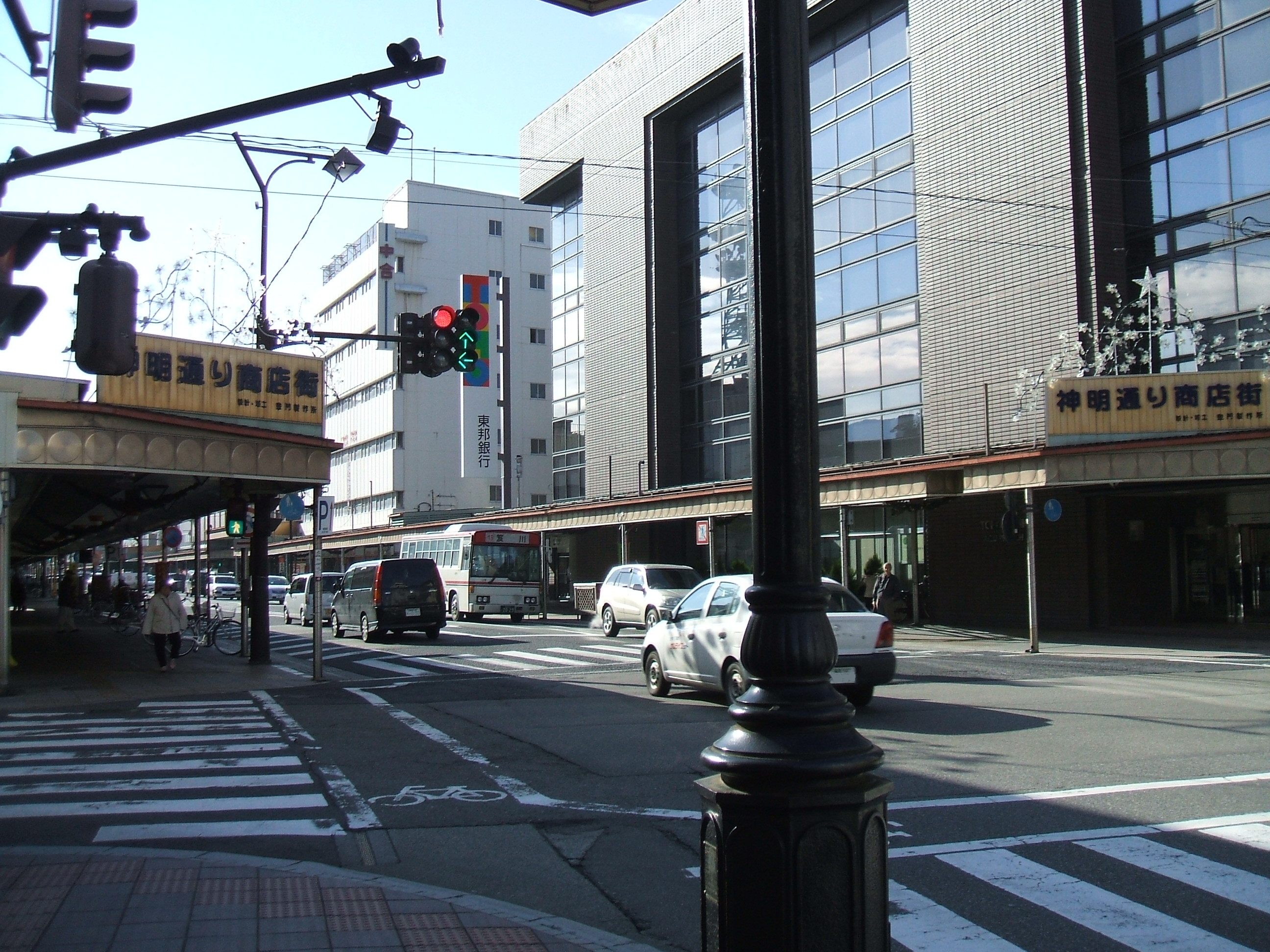
神明通り

### バス
中央通り、神明通り、大町通り、野口英世青春通りに加えて町域西部の市道で会津乗合自動車によるバスが運行されている。また、まちなか周遊バスとしてそれぞれ「ハイカラさん」、「あかべぇ」と名付けられた観光向けバスも運行されている。

#### 系統
- 市内1コース
- 市内2コース
- 市内3コース
- 市内4コース
- 市内5コース
- 市内6コース
- 鶴ヶ城・飯盛山線
- 芦の牧線
- 金堀線
- 原長谷川線
- ハイカラさん
- あかべぇ

- 塩川・喜多方線
- 熊倉・喜多方線
- 笈川線
- 坂下線
- 永井野線
- 年貢町経由永井野線
- 新鶴線
- 本郷線
- リズム線

### 道路
- 国道118号
- 国道121号
- 国道401号

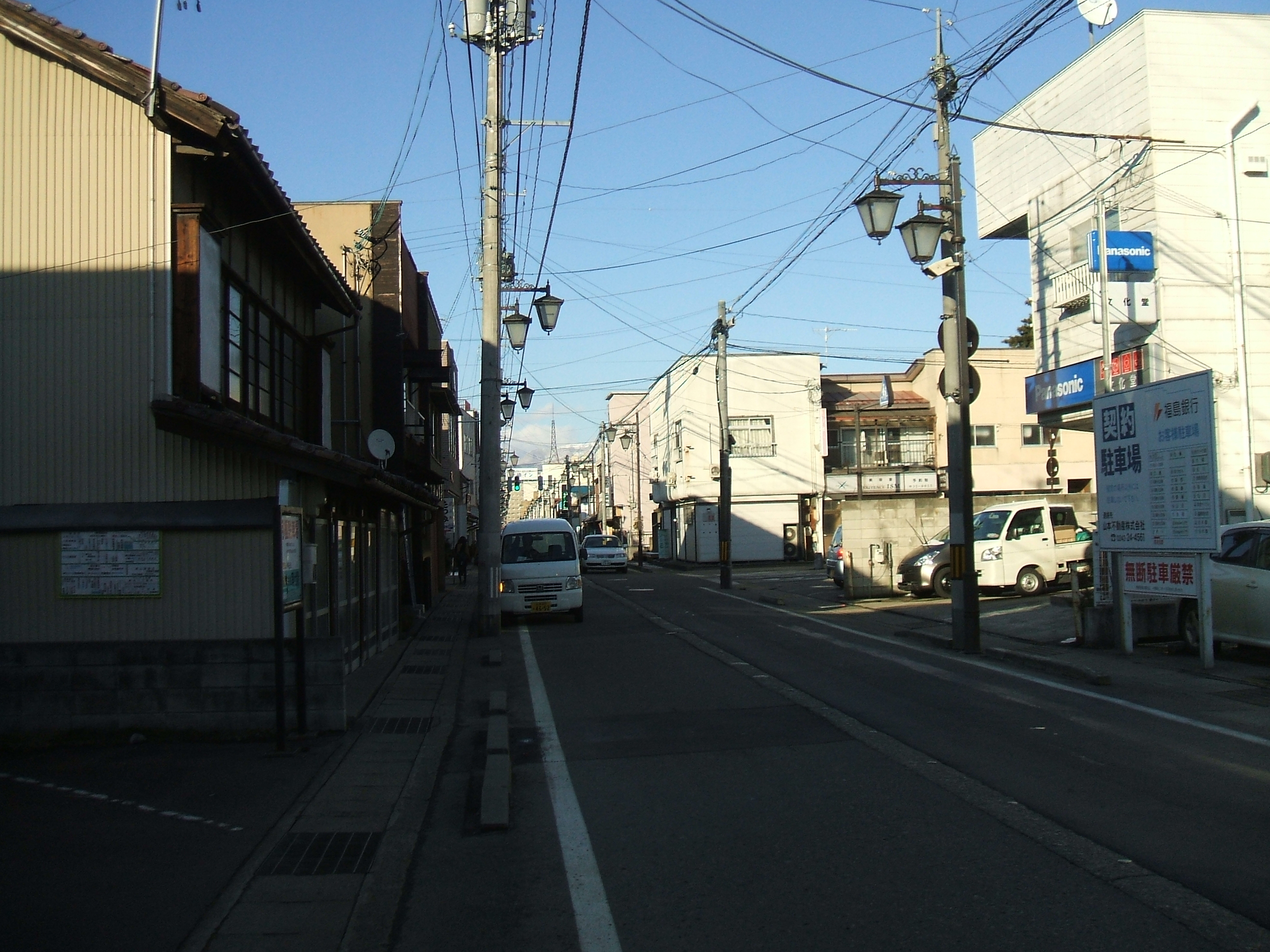
大町通り

  - 国道121号、国道401号は国道118号との重複指定
- 国道252号
- 福島県道59号会津若松三島線

#### 通り
- 大町通り
- 野口英世青春通り
- 七日町通り
- 神明通り
- 中央通り

## 施設

### 銀行
- 東邦銀行会津支店

## 神社、寺院、史跡など

### 神社
- 田中稲荷神社
- 熊野神社

### 寺院
- 彌勒寺
- 眞言宗馬宝山觀音寺
- 融通寺
- 実成寺
- 桂松院

### 観光地
- 白木屋資料館
- 会津町方伝承館